# 김다희 (작가)
김다희는 대한민국의 텔레비전 드라마 작가이다. 

## 드라마
- 2023년 JTBC 미니시리즈 《힙(HIP)하게》 ... 공동집필
- 2023년 NETFILX 오리지널 드라마 《정신병동에도 아침이 와요》 ... 공동집필